# Lassalleianum
Lassalleianum is een geslacht van kevers uit de familie van de loopkevers (Carabidae). De wetenschappelijke naam van het geslacht is voor het eerst geldig gepubliceerd in 1999 door Morvan.

## Soorten
Het geslacht Lassalleianum omvat de volgende soorten:
- Lassalleianum damhenvel Morvan, 1999
- Lassalleianum lassallei Morvan, 1999